# ２８１４
2814 (stilizirano: ２８１４), britanski projekt ambijentalne i vaporwave glazbe. Članice i osnivači su elektronički glazbenici "Telepath" (stilizirano: "t e l e p a t h テレパシー能力者") i "HKE" ("Hong Kong Express").
Poznati su po albumu Atarashii Hi no Tanjō (新しい日の誕生, hrv. "Rođenje novog dana").

## Povijest
Istoimeni debutni album, projekta 2814 izašao je u 2014. godini. Izdavač je internetska izdavačka kuća, Ailanthus Recordings. Godine 2015. slijedi album 新しい日の誕生.
Treći album projekta, Rain Temple, izašao je u 2016. godini.

## Utjecaj
Glazbenici se fokusiraju nad nadrealizmom vaporwavea i estetikom 1980-ih i 90-ih. HKE opisuje album "Rain Temple", dramatičnim i sinematskim.

## Diskografija

### Studijski albumi
| Ime            | Details                                                        |
| -------------- | -------------------------------------------------------------- |
| ２８１４       | - Izdanje: 25. listopada 2014. - Izdavač: Ailanthus Recordings |
| 新しい日の誕生 | - Izdanje: 21. siječnja 2015. - Izdavač: Dream Catalogue       |
| Rain Temple    | - Izdanje: 26. srpnja 2016. - Izdavač: Dream Catalogue         |

### EP-ovi
| Ime              | Details                                  |
| ---------------- | ---------------------------------------- |
| Pillar / New Sun | - Izdanje: velj. 2018. - Izdavač: Arcola |

## Vanjske poveznice
- Album 新しい日の誕生 (Birth of a New Day)
- Službena stranica